# Захаров, Вадим Александрович
Вадим Александрович Захаров (1920—?) — советский хозяйственный, государственный и политический деятель, Совета Союза  Верховного Совета СССР 7-го созыва.

## Биография
Родился в 1920 году в Моршанске. Член КПСС с 1944 года.
С 1939 года — на хозяйственной, общественной и политической работе. В 1939—1985 гг. — мастер ОТК на заводе, участник Великой Отечественной войны, участник Парада Победы 1945 года, заведующий отделом райкома, горкома КП(б) Молдавской ССР, секретарь Бендерского горкома КП Молдавской ССР, ответорганизатор ЦК КП Молдавской ССР, первый секретарь Рыбницкого райкома КП Молдавской ССР, заведующий отделом торговли и социального обеспечения ЦК КП Молдавской ССР.
Избирался депутатом Совета Союза Верховного Совета СССР 7-го созыва от Молдавской ССР (1966—1970), Верховного Совета Молдавской ССР 6-го, 8-10-го созывов.
Умер в селе Никоновка Киевской области после 2001 года.